# Hči morja
Hči morja (izvirno Daughter of the Sea) je mladinski fantazijski roman angleške pisateljice Berlie Doherty. Knjiga je prevedena v več jezikov, v slovenščino jo je prevedla in uredila Karin Pečnikar. V Sloveniji je izšla v prevodu leta 2010 pri založbi Avrora, leta 1996 pa jo je prvič izdala založba Hamish Hamilton.

## Vsebina
Znanstvenofantastičnen roman opisuje prebivalce okolice Hamnavoe. Čustvena in iskrena  zgodba  glavne protagonistke Gioge, je vsebinsko povezana s starimi legendami o selkijih, ljudeh tjulnjih, ki jih poznajo domačini na Orkneyskih in Shetlandskih otokih ter na severu in ob zahodni Škotski obali. V vsakdanje življenje ljudi se vpletajo magična bitja selkiji, pretežno morski tjulnji, ki lahko občasno slečejo svojo kožo in dobijo človeško podobo. Ribič Munro in njegova žena Jannet sta preprosta in dobra človeka, ki dobita drobceno dete kot dar morja. Na čudovito deklico Giogo se močno navežeta in bi jo rada za vedno obdržala.  Ko se pojavi tudi skrivnostni tujec Hill Marliner se začne zapletati. Odraščajoča deklica vedno bolj hrepeni po morju in njegovih prebivalcih, oče in mati pa jo poskušata od tega odvrniti. Nobena okoliščina deklice ne more zadržati. Nekega dne  si  Gioga  nadene tjulnjevo kožo okrog ramen in zaplava v kraj svojega hrepenenja. Zgodba simbolično predstavlja mladostnika, ki iz zavarovanega družinskega zaliva izpluje na odprto morje in išče svoj zaliv.

## Ocene in nagrade
Avtorica je zanj prejela The Writers Guild Award, nagrado britanskega združenja pisateljev. 

## Izdaje in prevodi
- Slovenski prevod romana iz leta 2010 (COBISS)

## Priredbe
Besedilo so leta 2004 uporabili za libreto in Richard Chew jo je uglasbil.